# VAHA
Вахтанг Вахтангішвілі (груз. ვახტანგ ვახტანგიშვილი; Псевдонім VAHA; нар. 29 червня 1987, Грузія) — український співак, поет, і композитор грузинського походження.

## Життєпис
Народився у Грузії у сім'ї фармацевта та механіка. У віці 6 років із-за російської агресії був змушений разом з батьками переїхати до України.
Мати: Нана Вахтангішвілі, має дві вищі освіти. Закінчила Тбіліський державний медичний університет, та інститут журналістики. Більшість свого життя пропрацювала в аптеці та викладачем грузинської мови.
Батько: Олексій Вахтангішвілі закінчив Київський харчовий інститут, за спеціальністю машини та апарати. Приватний підприємець.
Закінчив спеціалізовану школу № 71 у м. Києві та здобув вищу освіту у Київському Національному Університеті ім. Т. Г. Шевченка, за спеціальністю «Економіка підприємства».
Все своє дитинство займався професійно футболом. Випускник футбольної академії ім. Валерія Лобановського «Динамо Київ».
Багаторазовий призер та чемпіон України по футболу серед дітей та юнаків. Бронзовий призер світу у складі збірної України серед зірок шоубізнесу та спорту.

## Музична кар'єра
Співати та писати музику почав у доволі пізньому віці, після знайомства з такими відомими авторами як Віталій Куровський та Руслан Квітна, це автори таких виконавців як: Софія Ротару, Ірина Білик, Микола Басков, Алексеєв, Міка Ньютон, гурту НеАнгели та багатьох інших.
Музичної освіти немає, самоучка.
Пробував себе у понад десяти кастингах голосу країни та 3 — х кастингах «Х фактору» і хоча отримував постійні відмови продовжував боротися далі.
Самостійно почав освоювати гітару та клавіші, брати уроки вокалу в Ірми Гвініашвілі, а це викладачка: DOROFEEVA, Івана Дорна, Світлани Лободи, Ані Лорак, MamaRika, Alekseev, Максима Бородіна та багатьох інших.
У 2016 році заснував кавер-бенд «Black Sugar Band»[неавторитетне джерело] який у 2018 році стане найуспішнішим кавер-гуртом в Україні. Але через деякий час приймає рішення розпустити команду яка його годувала і піти у сольне плавання.
У 2020 році нарешті проходить до «Голосу країни-10»[неавторитетне джерело]. Співак обрав команду Потапа і NK. Впродовж проєкту пише альбом «Саме ти»куди входить сім пісень, але головним хітом альбому стає пісня — «Саме ти». Пісня потрапляє в чарти стрімінгових майданчиків та радіостанцій. Також трек потрапив у топ — 10 пісень року по версії Хіт-FM та багатьох інших радіостанцій країни.
У 2021 році виходить кліп, де головну роль грає холостячка країни та фіналістка конкурсу Міс Україна, Аліна Лящук. Кліп набирає понад 8 мільйонів переглядів.
У лютому 2022 році написав пісню «Поверніть живих». Трек був написаний під впливом великих емоцій які VAHA пережив на початку повномасштабного вторгнення як і всі Україні. 25 — го лютого артист вивіз батьків закордон і повернуся додому, допомагати країні.

## Дискографія
- Саме ти на YouTube
- Поверніть живих на YouTube
- Очі голубі на YouTube[8][неавторитетне джерело]
- Я тебе чекав на YouTube[9]
- Не зупиняйте музику на YouTube